# Nesophlox
Nesophlox és un gènere d'ocells de la subfamília dels troquilins (Trochilinae) dins la família dels troquílids (Trochilidae) que habita les illes Bahames.

## Taxonomia
Els membres d'aquest gènere eren ubicats a Calliphlox com una única espècie: Calliphlox evelynae. Fa poc temps i arran moderns treballs van ser ubicats al seu propi gènere: Nesophlox. Van ser separats en dues espècies:
- Nesophlox evelynae - Colibrí de les Bahames.
- Nesophlox lyrura - Colibrí d'Inagua